# Paraguay en la clasificación de Conmebol para la Copa Mundial de Fútbol de 2022
La selección de fútbol de Paraguay fue uno de los diez equipos nacionales que participaron en la clasificación de Conmebol para la Copa Mundial de Fútbol, en la que se definieron los representantes de Conmebol para la Copa Mundial de Fútbol de 2022 que se desarrolló en Catar.
La etapa preliminar —también denominada eliminatorias— se jugó en América del Sur desde el 8 de octubre de 2020 hasta el 29 de marzo de 2022 (atrasado por la pandemia de COVID-19) en encuentros de ida y vuelta.

## 2020
El 8 de Octubre, la albirroja jugó el primer partido para las clasificatorias a Qatar 2022, en el Estadio Defensores del Chaco ante Perú, que venía de ser subcampeón de la Copa América 2019. El encuentro terminó en un reñido 2-2, siendo el primer punto para el equipo guaraní. 5 días más tarde se enfrentó cómo visita a Venezuela, ganándole por 0-1 con gol de Gastón Giménez. Entre el 12 y el 17 de Noviembre Paraguay obtuvo empates contra la Argentina por 1-1 en La Bombonera, y 2-2 ante Bolivia en Asunción, siendo el último encuentro del año.

## 2021: nefasta racha de 3 partidos sin anotar y despido de Berizzo
Paraguay se enfrentó el 3 de junio ante Uruguay en el Estadio Centenario, con un empate sin goles agridulce. Sería el inicio de una racha de 5 partidos sin ganar para los guaraníes, ya que perderían con Brasil y chile por sendos 2-0, empatarían a 1 con Colombia en su cancha y perderían otra vez de visita ante Ecuador por otro 2-0, marcando el cierre de la primera vuelta con un nefasto balance de 1 victoria, 4 empates y 3 derrotas. En el inicio de la segunda vuelta, el conjunto paraguayo cortó su racha negativa ante la Vinotinto por 2-1 en su estadio. Ése sería el último partido que anotarían, ya qué empataron a 0 con la Scaloneta y perderían estrepitósamente por 4-0 ante la verde. Éste encuentro provocó el despido de Eduardo Berizzo al mando y traerían a Guillermo Barros Schelotto. Con el mellizo mucho no cambió para ése año. Perderían en asunción ante Chile por 0-1 y obtendrían un punto ante Colombia en Barranquilla.

## 2022: eliminación del mundial
El 27 de Enero se daría la eliminación de Paraguay con la derrota de local ante la celeste por 0-1, con un manejo dirigencial muy mala por parte de Robert Harrison. Seguiría otro resultado atroz para los guaraníes, con una contundente derrota ante Brasil por 4-0 en el maracaná. El 24 de Marzo ganarían ante Ecuador por 3-1, siendo los últimos 3 puntos para la selección. Su último partido disputado sería de visita ante Perú, perdiendo por 2-0. 

## Sistema de juego
El sistema de juego de las eliminatorias consistió por séptima ocasión consecutiva, en enfrentamientos de ida y vuelta todos contra todos, con un total 18 jornadas.
Luego de cinco ediciones con los partidos ya designados, la Conmebol sorteó el calendario de partidos, en la Ciudad de Luque, Paraguay, el 17 de diciembre de 2019.
Los primeros cuatro puestos accedieron de manera directa a la Copa Mundial de Fútbol de 2022. La selección que logró el quinto puesto disputó una serie eliminatoria a dos partidos de ida y vuelta ante el equipo nacional de otra confederación.

## Sedes
| Ciudad              | Estadio              |
| ------------------- | -------------------- |
| Asunción            | Defensores del Chaco |
|                     |                      |
| 42 000 espectadores |                      |

## Tabla de posiciones
- Actualizado el 29 de marzo de 2022.

| Pos. | Selección | Pts. | PJ | G  | E | P  | GF | GC | Dif. |
| ---- | --------- | ---- | -- | -- | - | -- | -- | -- | ---- |
| 1.   | Brasil    | 45   | 17 | 14 | 3 | 0  | 40 | 5  | 35   |
| 2.   | Argentina | 39   | 17 | 11 | 6 | 0  | 27 | 8  | 19   |
| 3.   | Uruguay   | 28   | 18 | 8  | 4 | 6  | 22 | 22 | 0    |
| 4.   | Ecuador   | 26   | 18 | 7  | 5 | 6  | 27 | 19 | 8    |
| 5.   | Perú      | 24   | 18 | 7  | 3 | 8  | 19 | 22 | −3   |
| 6.   | Colombia  | 23   | 18 | 5  | 8 | 5  | 20 | 19 | 1    |
| 7.   | Chile     | 19   | 18 | 5  | 4 | 9  | 19 | 26 | −7   |
| 8.   | Paraguay  | 16   | 18 | 3  | 7 | 8  | 12 | 26 | −14  |
| 9.   | Bolivia   | 15   | 18 | 4  | 3 | 11 | 23 | 42 | −19  |
| 10.  | Venezuela | 10   | 18 | 3  | 1 | 14 | 14 | 34 | −20  |

| L\V                  | Bandera de Argentina | Bandera de Bolivia | Bandera de Brasil | Bandera de Chile | Bandera de Colombia | Bandera de Ecuador | Bandera de Paraguay | Bandera de Perú | Bandera de Uruguay | Bandera de Venezuela |
| Bandera de Argentina |                      | 3:0                | 0:0               | 1:1              | 1:0                 | 1:0                | 1:1                 | 1:0             | 3:0                | 3:0                  |
| Bandera de Bolivia   | 1:2                  |                    | 0:4               | 2:3              | 1:1                 | 2:3                | 4:0                 | 1:0             | 3:0                | 3:1                  |
| Bandera de Brasil    | :                    | 5:0                |                   | 4:0              | 1:0                 | 2:0                | 4:0                 | 2:0             | 4:1                | 1:0                  |
| Bandera de Chile     | 1:2                  | 1:1                | 0:1               |                  | 2:2                 | 0:2                | 2:0                 | 2:0             | 0:2                | 3:0                  |
| Bandera de Colombia  | 2:2                  | 3:0                | 0:0               | 3:1              |                     | 0:0                | 0:0                 | 0:1             | 0:3                | 3:0                  |
| Bandera de Ecuador   | 1:1                  | 3:0                | 1:1               | 0:0              | 6:1                 |                    | 2:0                 | 1:2             | 4:2                | 1:0                  |
| Bandera de Paraguay  | 0:0                  | 2:2                | 0:2               | 0:1              | 1:1                 | 3:1                |                     | 2:2             | 0:1                | 2:1                  |
| Bandera de Perú      | 0:2                  | 3:0                | 2:4               | 2:0              | 0:3                 | 1:1                | 2:0                 |                 | 1:1                | 1:0                  |
| Bandera de Uruguay   | 0:1                  | 4:2                | 0:2               | 2:1              | 0:0                 | 1:0                | 0:0                 | 1:0             |                    | 4:1                  |
| Bandera de Venezuela | 1:3                  | 4:1                | 1:3               | 2:1              | 0:1                 | 2:1                | 0:1                 | 1:2             | 0:0                |                      |

|  | Clasificando directo a la Copa Mundial de Fútbol de 2022. |
|  | Clasificando al Repechaje.                                |

### Evolución de posiciones
| País / Fecha | 1   | 2   | 3   | 4   | 5   | 6   | 7   | 8   | 9   | 10  | 11  | 12  | 13  | 14  | 15  | 16  | 17  | 18  |
| ------------ | --- | --- | --- | --- | --- | --- | --- | --- | --- | --- | --- | --- | --- | --- | --- | --- | --- | --- |
| Paraguay     | 6.º | 4.º | 5.º | 4.º | 4.º | 6.º | 6.º | 6.º | 6.º | 6.º | 6.º | 8.° | 8.° | 9.º | 9.º | 9.º | 8.º | 8.º |

### Puntos obtenidos contra cada selección durante las eliminatorias
| VS        | Bandera de Argentina | Bandera de Bolivia | Bandera de Brasil | Bandera de Chile | Bandera de Colombia | Bandera de Ecuador | Bandera de Perú | Bandera de Uruguay | Bandera de Venezuela | Total |
| --------- | -------------------- | ------------------ | ----------------- | ---------------- | ------------------- | ------------------ | --------------- | ------------------ | -------------------- | ----- |
| Local     | 1                    | 1                  | 0                 | 0                | 1                   | 3                  | 1               | 0                  | 3                    | 10/27 |
| Visitante | 1                    | 0                  | 0                 | 0                | 1                   | 0                  | 0               | 1                  | 3                    | 6/27  |
| Total     | 2                    | 1                  | 0                 | 0                | 2                   | 3                  | 1               | 1                  | 6                    | 16/51 |

## Partidos

### Primera ronda
| Fecha                   | Lugar        |           |                      | Resultado                                                          |                     |          |
| ----------------------- | ------------ | --------- | -------------------- | ------------------------------------------------------------------ | ------------------- | -------- |
| 8 de octubre de 2020    | Asunción     | Paraguay  | Bandera de Paraguay  | 2:2 (0:1) Archivado el 8 de octubre de 2020 en Wayback Machine.    | Bandera de Perú     | Perú     |
| 13 de octubre de 2020   | Mérida       | Venezuela | Bandera de Venezuela | 0:1 (0:0) Archivado el 10 de octubre de 2020 en Wayback Machine.   | Bandera de Paraguay | Paraguay |
| 12 de noviembre de 2020 | Buenos Aires | Argentina | Bandera de Argentina | 1:1 (1:1) Archivado el 20 de noviembre de 2020 en Wayback Machine. | Bandera de Paraguay | Paraguay |
| 17 de noviembre de 2020 | Asunción     | Paraguay  | Bandera de Paraguay  | 2:2 (1:2) Archivado el 24 de noviembre de 2020 en Wayback Machine. | Bandera de Bolivia  | Bolivia  |
| 3 de junio de 2021      | Montevideo   | Uruguay   | Bandera de Uruguay   | 0:0                                                                | Bandera de Paraguay | Paraguay |
| 8 de junio de 2021      | Asunción     | Paraguay  | Bandera de Paraguay  | 0:2 (0:1)                                                          | Bandera de Brasil   | Brasil   |
| 10 de octubre de 2021   | Santiago     | Chile     | Bandera de Chile     | 2:0 (0:0)                                                          | Bandera de Paraguay | Paraguay |
| 5 de septiembre de 2021 | Asunción     | Paraguay  | Bandera de Paraguay  | 1:1 (1:0)                                                          | Bandera de Colombia | Colombia |
| 2 de septiembre de 2021 | Quito        | Ecuador   | Bandera de Ecuador   | 2:0 (0:0)                                                          | Bandera de Paraguay | Paraguay |

### Segunda ronda
| Fecha                   | Lugar           |          |                     | Resultado |                      |           |
| ----------------------- | --------------- | -------- | ------------------- | --------- | -------------------- | --------- |
| 9 de septiembre de 2021 | Asunción        | Paraguay | Bandera de Paraguay | 2:1 (1:0) | Bandera de Venezuela | Venezuela |
| 7 de octubre de 2021    | Asunción        | Paraguay | Bandera de Paraguay | 0:0       | Bandera de Argentina | Argentina |
| 14 de octubre de 2021   | La Paz          | Bolivia  | Bandera de Bolivia  | 4:0 (1:0) | Bandera de Paraguay  | Paraguay  |
| 11 de noviembre de 2021 | Asunción        | Paraguay | Bandera de Paraguay | 0:1 (0:0) | Bandera de Chile     | Chile     |
| 16 de noviembre de 2021 | Barranquilla    | Colombia | Bandera de Colombia | 0:0       | Bandera de Paraguay  | Paraguay  |
| 27 de enero de 2022     | Asunción        | Paraguay | Bandera de Paraguay | 0:1 (0:0) | Bandera de Uruguay   | Uruguay   |
| 1 de febrero de 2022    | Belo Horizonte  | Brasil   | Bandera de Brasil   | 4:0 (1:0) | Bandera de Paraguay  | Paraguay  |
| 24 de marzo de 2022     | Ciudad del Este | Paraguay | Bandera de Paraguay | 3:1 (2:0) | Bandera de Ecuador   | Ecuador   |
| 29 de marzo de 2022     | Lima            | Perú     | Bandera de Perú     | 2:0 (2:0) | Bandera de Paraguay  | Paraguay  |

## Goleadores
| Jugador                  | Club                   | Goles anotados |
| ------------------------ | ---------------------- | -------------- |
| Ángel Romero Villamayor  | San Lorenzo de Almagro | 4              |
| Alejandro Romero Gamarra | Al-Taawoun FC          | 2              |
| Gastón Giménez           | Chicago Fire           | 1              |
| Héctor David Martínez    | River Plate            | 1              |
| Antonio Sanabria         | Torino Football Club   | 1              |